# Euryproctus latigaster
Euryproctus latigaster là một loài tò vò trong họ Ichneumonidae.